# Бывшие посёлки городского типа Мурманской области
Бывшие посёлки городского типа Мурманской области — посёлки городского типа, потерявшие этот статус в связи с административно-территориальными преобразованиями.

## А
- Апатиты — пгт с 1935 года. Преобразован в город в 1966 году.
- Африканда — пгт с 1955 года. Преобразован в сельский населённый пункт в 2004 году[1].

## В
- Ваенга — пгт с 1948 года. Преобразован в город Североморск в 1951 году.
- Видяево

## Г
- Горный — пгт с 1959 года. Включён в черту города Заполярный в 1967 году.
- Гремиха — пгт с 1957 года. Преобразован в город Островной в 1981 году.

## З
- Заполярный — пгт с 1957 года. Преобразован в город в 1963 году.
- Зареченск — пгт с 1959 года. Преобразован в сельский населённый пункт в 1995 году.
- Зашеек — пгт с 1935 года. Преобразован в сельский населённый пункт в 2004 году[1].

## К
- Кандалакша — пгт с 1932 года. Преобразован в город в 1938 году.
- Ковдор — пгт с 1957 года. Преобразован в город в 1965 году.
- Кола — пгт с 1935 года. Преобразован в город в 1965 году.
- Кукисвумчорр — пгт с 1930 года. Включён в черту города Кировск в 1958 году.

## Л
- Лесозаводский — пгт с 1941 года. Преобразован в сельский населённый пункт в 1995 году.

## М
- Малая Сопча — пгт с 1939 года. Упразднён в 1957 году.
- Молодёжный — пгт с 1959 года. Включён в черту города Апатиты в 1966 году.
- Мончегорск — пгт с 1935 года. Преобразован в город в 1937 году.

## Н
- Нагорновский — пгт с 1951 года. Включён в черту города Мурманска в 1958 году.
- Нивский — пгт с 1933 года. Преобразован в сельский населённый пункт в 1995 году.

## О
- Оленья — пгт с 1949 года. Преобразован в город Оленегорск в 1957 году.

## П
- Полярные Зори — пгт с 1973 года. Преобразован в город в 1991 году.
- Порт-Владимир — пгт с 1935 года. Преобразован в сельский населённый пункт в 1969 году. Упразднен в 2007 году.
- Приречный — пгт с 1968 года. Преобразован в сельский населённый пункт в 2004 году[1].

## Р
- Росляково — пгт с 1959 года. Включён в черту города Мурманска в 2015 году[2].

## С
- Сайда-Губа — пгт с 1938 года. Преобразован в сельский населённый пункт в 1979 году.
- Серебрянский — пгт с 1965 года. Упразднён как фактически не существующий в 1978 году.

## Т
- Териберка — пгт с 1938 года. Преобразован в сельский населённый пункт в 1997 году[3].
- Тюва-Губа — пгт с 1957 году. Преобразован в сельский населённый пункт в 1973 году.

## Ш
- Шонгуй — пгт с 1959 года. Преобразован в сельский населённый пункт в 2004 году[1].